# Baobab za
Baobab za (Adansonia za) – gatunek baobabu, występującego naturalnie na Madagaskarze, na terenach dawnych prowincji Antsiranana, Mahajanga oraz Toliara. 
Jest gatunkiem bliskim zagrożenia.
Ma jadalne nasiona i owoce. Z tego drzewa wytwarza się także fibrę.